# オスロ証券取引所
オスロ証券取引所（オスロしょうけんとりひきじょ、英語: Oslo Stock Exchange、ノルウェー語: Oslo Børs）は、ノルウェーのオスロにある証券取引所。現在はユーロネクストの完全子会社Oslo Børs ASAが運営している。ノルウェー国内の企業が主に上場しているが、石油、造船、それらに関係した企業も上場している。

## 沿革
オスロ証券取引所は、1819年、クリスチャニア（現・オスロ）に設立されたが、設立当初は証券取引所ではなく、投資家が船舶の競売、船舶の株式や商品、外国通貨を交換する場所として始まった。1881年3月1日になって、16の株式や23の債券から、証券取引が始まった。
1988年に、コンピュータ-を用いた電子取引システムが導入され、昔ながらの取引方法に取って代わり、取引日において全上場企業株式の取引が連続してできるようになった。1999年2月5日には全面的に電子取引に移行した。
運営企業のオスロ証券取引所グループ（Oslo Børs VPS）は2001年に株式公開を行い、ノルウェーの企業あるいは海外の金融機関が株式のほとんどを保有していたが、2019年、ユーロネクストによる買収をノルウェー財務省が認可し、ユーロネクストの完全子会社Oslo Børs ASAによる運営となった。

## 立会時間
株式の取引時間は、中央ヨーロッパ時間で9時から17時20分。取引時間の前にPre-trading sessionsが8時15分から9時まであり、取引終了後にPost-trading seccionsが17時40分から18時まである。ただし、復活祭が週末にある週の水曜日は13時10分に取引終了となる。債券の取引時間は、9時から16時であり株式と同じ時間でPre-trading sessionsがある。復活祭が週末にある週の水曜日は正午で取引終了となる。また、デリバティブの取引時間は株式と同じく9時から17時20分。復活祭が週末にある週の水曜日は13時で取引終了となる。

## 相場
OBX指数は、オスロ証券取引所に上場されている株式のうち、流動性の高い25銘柄で構成されている時価総額加重平均型株価指数である。OBX指数採用銘柄すべて、オプション取引や先物取引が可能である。年2回、6月と12月の第3金曜日にOBX指数構成銘柄の入れ替えがある。

## 所在地
- 住所：Tollbugata 2, 0105, Oslo

アクセス
- オスロ中央駅またはオスロ市電Dronningens gate停留所